# Aquarium John G. Shedd
L'aquarium John G. Shedd se trouve dans la ville de Chicago dans l'Illinois aux États-Unis, sur le Museum Campus qui regroupe d'autres institutions culturelles comme l'Adler Planetarium et le musée Field d'histoire naturelle. Il fut inauguré en 1930 et était alors le plus grand aquarium du monde avec un total de 19 millions de litres d'eau et quelque 25 000 poissons.
Il reçoit chaque année la visite de deux millions de touristes, ce qui en fait l'un des aquariums les plus fréquentés des États-Unis. Il abrite environ 2100 espèces animales, parmi lesquelles des poissons, des mammifères marins, des oiseaux, des serpents, des amphibiens et des insectes. L'aquarium John G. Shedd fut également classé au National Historic Landmark.
Connu comme étant l'un des plus grands bienfaiteurs de Chicago, John G. Shedd offre 3 000 000 de dollars à la ville de Chicago dans les années 1920 pour construire l'aquarium qui portera son nom comme le shedd.
En 2020, le parc possède :
7 bélugas : Mauyak (F-37 ans), Naya (F-30 ans), Kayavak (F-20 ans), Aurek (M-16 ans), Bella (F-13 ans), Kimalu (F-7 ans) et Annik (M-11 mois).
7 dauphins à flancs blancs du Pacifique : Kri (F-34 ans), Katrl (F-32 ans), Piquet (F-31 ans), Munchkin (F-19 ans), Sagu (M-8 ans), Makoa (M-5 ans) et Ipo (M-4 ans).